# 1958 no cinema

## Principais filmes lançados
- Les amants de Montparnasse, de Jacques Becker, com Gérard Philipe, Anouk Aimée e Lino Ventura
- Ansiktet, de Ingmar Bergman, com Max von Sydow, Ingrid Thulin, Gunnar Björnstrand e Bibi Andersson
- Ascenseur pour l'échafaud, de Louis Malle, com Jeanne Moreau e Maurice Ronet
- Le beau Serge, de Claude Chabrol, com Jean-Claude Brialy
- Bell Book and Candle, de Richard Quine, com James Stewart, Kim Novak e Jack Lemmon
- The Big Country, de William Wyler, com Gregory Peck, Jean Simmons, Carroll Baker e Charlton Heston
- Bonjour tristesse, de Otto Preminger, com Deborah Kerr, David Niven e Jean Seberg
- The Brothers Karamazov, de Richard Brooks, com Yul Brynner e William Shatner
- Cat on a Hot Tin Roof, de Richard Brooks, com Elizabeth Taylor e Paul Newman
- The Defiant Ones, de Stanley Kramer, com Tony Curtis e Sidney Poitier
- Dracula, de Terence Fisher, com Peter Cushing e Christopher Lee
- En cas de malheur, de Claude Autant-Lara. com Jean Gabin e Brigitte Bardot
- Gigi, de Vincente Minnelli, com Leslie Caron, Maurice Chevalier e Eva Gabor
- O Grande Momento, de Roberto Santos, com Gianfrancesco Guarnieri, Myriam Pérsia e Paulo Goulart
- Higanbana, de Yasujiro Ozu
- I Married a Monster from Outer Space de Gene Fowler Jr., com Tom Tryon, Gloria Talbott, Peter Baldwin e Peter Baldwin,
- Houseboat, de Melville Shavelson, com Cary Grant e Sophia Loren
- I Want to Live!, de Robert Wise, com Susan Hayward
- Indiscreet, de Stanley Donen, com Cary Grant e Ingrid Bergman
- The Inn of the Sixth Happiness, de Mark Robson, com Ingrid Bergman e Curd Jürgens
- Jalsaghar, de Satyajit Ray
- Kakushi-toride no san-akunin, de Akira Kurosawa, com Toshirô Mifune
- The Last Hurrah, de John Ford, com Spencer Tracy e Jeffrey Hunter
- The Left Handed Gun, de Arthur Penn, com Paul Newman
- The Long, Hot Summer, de Martin Ritt, com Paul Newman, Joanne Woodward, Orson Welles e Lee Remick
- Mädchen in Uniform (1958), de Géza von Radványi, com Lilli Palmer e Romy Schneider
- Man of the West, de Anthony Mann, com Gary Cooper e Julie London
- Moi un noir, de Jean Rouch
- Mon oncle, de e com Jacques Tati
- The Old Man and the Sea, de John Sturges, com Spencer Tracy
- Party Girl, de Nicholas Ray, com Robert Taylor, Cyd Charisse e Lee J. Cobb
- Popiól i diament, de Andrzej Wajda
- The Quiet American (1958), de Joseph L. Mankiewicz, com Michael Redgrave
- Run Silent Run Deep, de Robert Wise, com Clark Gable e Burt Lancaster
- Separate Tables, de Delbert Mann, com Deborah Kerr, Rita Hayworth, David Niven e Burt Lancaster
- The Sheepman, de George Marshall, com Glenn Ford, Shirley MacLaine e Leslie Nielsen
- I soliti ignoti, de Mario Monicelli, com Vittorio Gassmann e Claudia Cardinale
- A Time to Love and a Time to Die, de Douglas Sirk, com Keenan Wynn e Erich Maria Remarque
- Touch of Evil, de e com Orson Welles e com Charlton Heston e Janet Leigh
- Les tricheurs, de Marcel Carné
- Vertigo, de Alfred Hitchcock, com James Stewart e Kim Novak
- The Vikings, de Richard Fleischer, com Kirk Douglas, Tony Curtis, Ernest Borgnine e Janet Leigh
- The Young Lions, de Edward Dmytryk, com Marlon Brando, Montgomery Clift, Dean Martin e Hope Lange

## Nascimentos
| Data            | Nome                        | Profissão                                   | Nacionalidade     | Observações | Ref |
| --------------- | --------------------------- | ------------------------------------------- | ----------------- | ----------- | --- |
| 4 de janeiro    | Julian Sands                | ator                                        | Reino Unido       |             |     |
| 6 de janeiro    | Cássia Kiss                 | atriz                                       | Brasil            |             |     |
| 20 de janeiro   | Lorenzo Lamas               | ator                                        | Estados Unidos    |             |     |
| 28 de janeiro   | Maitê Proença               | atriz                                       | Brasil            |             |     |
| 9 de fevereiro  | Thaís de Andrade            | atriz                                       | Brasil            | m. 1996     |     |
| 10 de fevereiro | Cláudia Magno               | atriz                                       | Brasil            | m. 1994     |     |
| 24 de fevereiro | Silvia Pfeifer              | atriz                                       | Brasil            |             |     |
| 3 de março      | Miranda Richardson          | atriz                                       | Reino Unido       |             |     |
| 9 de março      | Linda Fiorentino            | atriz                                       | Estados Unidos    |             |     |
| 10 de março     | Sharon Stone                | atriz                                       | Estados Unidos    |             |     |
| 20 de março     | Holly Hunter                | atriz                                       | Estados Unidos    |             |     |
| 20 de março     | Edson Celulari              | ator                                        | Brasil            |             |     |
| 21 de março     | Gary Oldman                 | ator e produtor                             | Reino Unido       |             |     |
| 3 de abril      | Alec Baldwin                | ator                                        | Estados Unidos    |             |     |
| 14 de abril     | Peter Capaldi               | ator e diretor                              | Reino Unido       |             |     |
| 21 de abril     | Andie MacDowell             | atriz e modelo                              | Estados Unidos    |             |     |
| 29 de abril     | Michelle Pfeiffer           | atriz                                       | Estados Unidos    |             |     |
| 29 de maio      | Annette Bening              | atriz                                       | Estados Unidos    |             |     |
| 8 de julho      | Kevin Bacon                 | ator                                        | Estados Unidos    |             |     |
| 11 de julho     | Lúcia Veríssimo             | atriz                                       | Brasil            |             |     |
| 17 de julho     | Wong Kar-Wai                | cineasta                                    | China / Hong Kong |             |     |
| 29 de julho     | Solveig Dommartin           | atriz                                       | França            | m. 2007     |     |
| 16 de Agosto    | Madonna                     | cantora e atriz                             | Estados Unidos    |             |     |
| 16 de Agosto    | Angela Bassett              | cantora e atriz                             | Estados Unidos    |             |     |
| 18 de agosto    | Madeleine Stowe             | atriz                                       | Estados Unidos    |             |     |
| 24 de agosto    | Steve Guttenberg            | ator                                        | Estados Unidos    |             |     |
| 25 de agosto    | Tim Burton                  | realizador, produtor, roteirista e escritor | Estados Unidos    |             |     |
| 10 de setembro  | Chris Columbus              | realizador                                  | Estados Unidos    |             |     |
| 16 de outubro   | Tim Robbins                 | ator e roteirista                           | Estados Unidos    |             |     |
| 20 de outubro   | Viggo Mortensen             | ator                                        | Estados Unidos    |             |     |
| 8 de novembro   | João Mário Grilo            | cineasta                                    | Portugal          |             |     |
| 15 de novembro  | Miguel Guilherme            | ator                                        | Portugal          |             |     |
| 16 de novembro  | Marg Helgenberger           | atriz                                       | Estados Unidos    |             |     |
| 17 de novembro  | Mary Elizabeth Mastrantonio | atriz                                       | Estados Unidos    |             |     |
| 22 de novembro  | Jamie Lee Curtis            | atriz                                       | Estados Unidos    |             |     |

## Mortes
| Data           | Nome           | Profissão                           | Nacionalidade                | Observações | Ref |
| -------------- | -------------- | ----------------------------------- | ---------------------------- | ----------- | --- |
| 11 de janeiro  | Edna Purviance | atriz                               | Estados Unidos               | n. 1895     |     |
| 19 de maio     | Ronald Colman  | ator                                | Reino Unido / Estados Unidos | n. 1891     |     |
| 13 de junho    | Vasco Santana  | ator                                | Portugal                     | n. 1898     |     |
| 21 de agosto   | Kurt Neumann   | cineasta                            | Alemanha                     | n. 1908     |     |
| 11 de novembro | André Bazin    | crítico e teórico de cinema francês | França                       | n. 1918     |     |
| 15 de novembro | Tyrone Power   | ator                                | Estados Unidos               | n. 1913     |     |